# Баландаево (сельское поселение Туарма)
Баланда́ево (чув. Палантай) — деревня в Шенталинском районе Самарской области в составе сельского поселения Туарма.

## География
Находится на расстоянии примерно 9 километров по прямой на северо-восток от районного центра станции Шентала.

## История
Основана на землях, купленных в 1750 году служилыми чувашами у Надыра Кульметева.

## Население
Постоянное население составляло 377 человек (чуваши 91%) в 2002 году, 349 в 2010 году.